# イーデン条約
イーデン条約（イーデンじょうやく、英: Eden Treaty）、または英仏通商条約（えいふつつうしょうじょうやく、英: Anglo-French Commercial Treaty、仏: Traité de commerce franco-anglais）、ヴェルジェンヌ条約（ヴェルジェンヌじょうやく）は1786年9月26日に締結された、グレートブリテン王国（イギリス）とフランス王国の通商条約。アメリカ独立戦争の講和条約であるヴェルサイユ条約（1783年）で締結を義務付けられた条約であり、英仏間の輸入禁止制と禁止的高率関税を原則として廃止し、航海と通商の自由を定めた。条約により英仏間の貿易額は大幅に上昇したが、フランスの対英輸出よりイギリスの対仏輸出の上昇率が高く、その結果フランスにおける工業危機を招き、アンシャン・レジーム崩壊の一因になった。
「イーデン条約」の名称はイギリス代表ウィリアム・イーデン、「ヴェルジェンヌ条約」はフランス外務卿シャルル・グラヴィエ・ド・ヴェルジェンヌに由来する。

## 背景と経緯

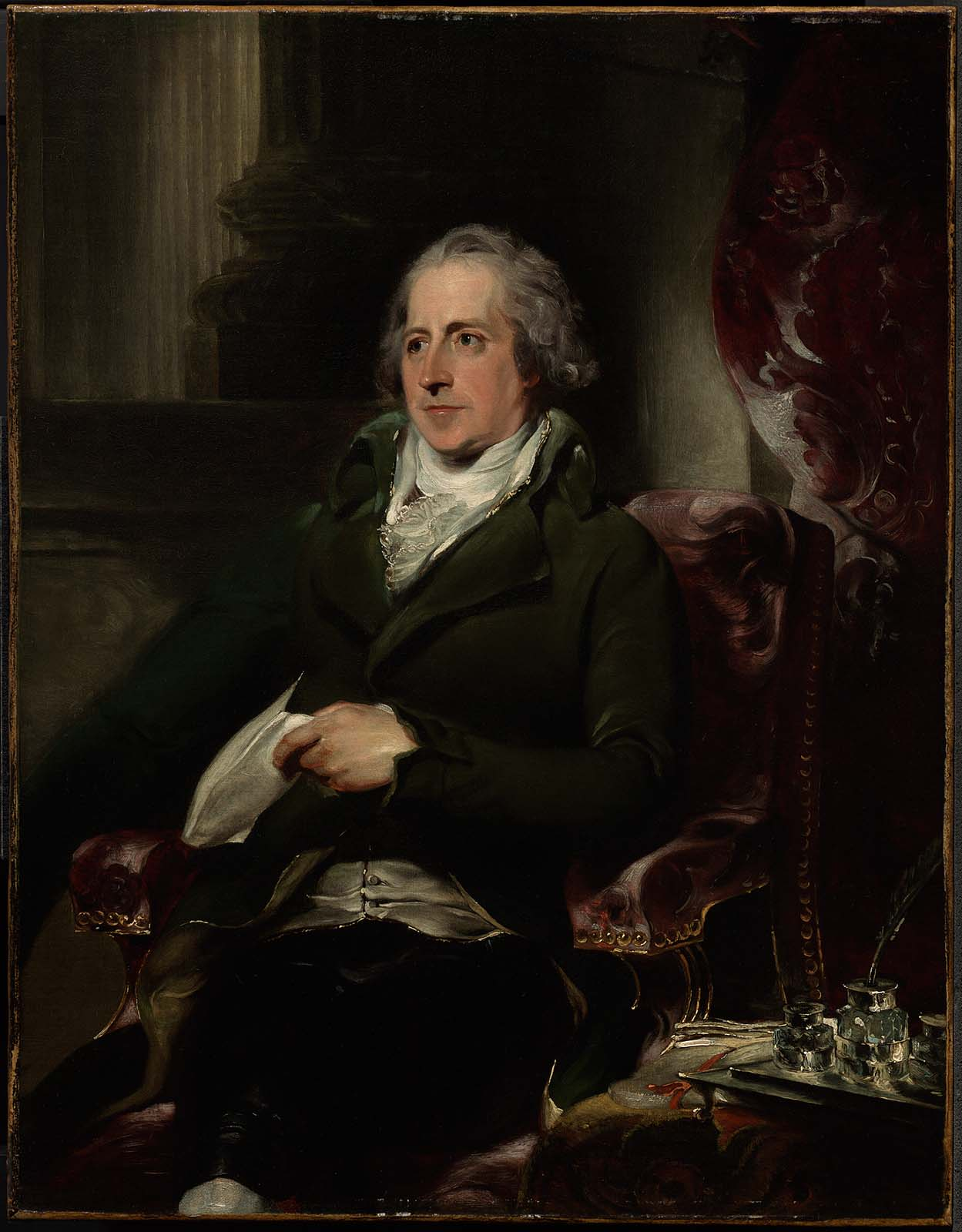
イギリス代表ウィリアム・イーデン。トーマス・ローレンス画、1790年代。

1783年に締結された、アメリカ独立戦争におけるグレートブリテン王国（イギリス）とフランス王国間の講和条約であるヴェルサイユ条約では、互恵と相互利益に基づく貿易取極めについて、通商状況探究委員会を設立して調査を行い、1786年1月1日までに通商条約を締結することが約された。しかしイギリスは期限の延長を申し入れ、フランス外務卿シャルル・グラヴィエ・ド・ヴェルジェンヌは受諾した。イギリスが期限延長を望む背景には、まず政界の混乱により政権交代が相次ぎ、第1次小ピット内閣が成立した後の1784年春にようやく安定した。首相ウィリアム・ピット（小ピット）がまず取り込んだ貿易政策は対仏交渉ではなく、アイルランド王国との経済統合であり、それが成功した場合は対仏交渉でより有利な条件を引き出す目論見であった。アイルランド王国との経済統合に関する論争は1784年10月から1785年8月まで続き、最終的には失敗した。
一方、フランスは条約の早期締結を望み、イギリスに圧力をかけるべくイギリスからの輸入規制を実施した。例として1785年2月にイギリス製馬車に60%の関税を課し、6月に外国製の布、10月に外国製の金属製品の輸入を禁止した。いずれも圧力をかける姿勢を示すための規制であり、厳格に施行されることはなかった。これを受けて、イギリスでは12月に代表としてウィリアム・イーデンが選ばれた。フランス代表はジョセフ・マティアス・ジェラール・ド・レイネヴァルで、重農主義者ピエール＝サミュエル・デュ・ポン・ド・ヌムールも重要な役割を果たした。
この時代のヨーロッパにおいて、自由貿易は浸透していないものの、各国は通商条約の締結に好意的であり、1703年にはすでにイングランド王国、ポルトガル王国間でメシュエン条約が締結されていた。より近い時期でも1778年の米仏和親通商条約やフランス・ポルトガル間の通商条約があった。また指導者の思想においても、小ピットはアダム・スミスの信奉者であり、国富増大と諸国間の緊張緩和の手段として通商を行うべきだとし、ヴェルジェンヌは重農主義者で、通商条約により関税歳入が上昇し（税率の低下により密貿易が減り、歳入がかえって上昇する）、財政を強化する算段だった。
こうして、条約は1786年9月26日に調印され、1787年5月1日に発効した。締結にあたり、イギリス首相小ピットはフランスが土地、気候、天産物の量において勝るとしつつ、イギリスの産業生産者がすぐれていたため「フランスとの競争の懸念はなかった」とした。

## 内容
英仏間の輸入禁止制と禁止的高率関税を原則として廃止し、航海と通商の自由を定めた（具体的には条約第4条で英仏国民が互いの国への入国にあたり免税かつパスポート無しで許可され、植民地間でも航海と通商の自由が定められた）。ただし、一気にすべての品目に対する輸入禁止と関税が撤廃されたわけではなく、一例としてイギリスではフランスの絹製品に対する輸入禁止措置が継続した。第6条では品目ごとに関税率を定め、酢、ブランデー、ワイン、ビール、オリーブ油、金属製品、綿製品、ガラス製品、陶器、馬具などが含まれた。条約で直接言及されていない品目については最恵国待遇とされた。

## 影響
条約によりイギリスは対仏輸出を急増し、フランスの輸入先統計において1787年から1789年まではイギリスが第2位（1位はイタリア諸国）となった。一方、フランスの輸出先を占めるイギリスの比率は1787年から1789年まで7.4%に上昇したものの、第6位程度だった。フランスの輸出品目のうち、ブドウ酒、ブランデー、酢、油においてはフランスにとって有利な関税率であり、ワインも関税率が大幅に削減されたが、ワインに関してはメシュエン条約によりポルトガル製ワインも関税率が削減され、フランスが大きく利益をあげることはできなかった。一方、繊維の関税率削減に伴い、ノルマンディーの繊維工業が打撃を受け、イギリス製メリヤスや機械で製造された製品が大量にフランスに輸出された。このとき、フランスの製造業はすでに不況に陥っており、通商条約でさらに打撃を受けた結果、フランスにおける工業危機を招き、アンシャン・レジームの崩壊の一因となった。そして、イギリス製品の氾濫とフランス革命がもたらした混乱により、フランスにおける産業革命が阻害された。
密貿易対策としては成功し、イギリスでは関税歳入が上昇した。
条約は5年半ほど効力を有したが、1793年1月、フランス革命によって破棄された。短命に終わったものの、1860年のコブデン＝シュヴァリエ条約の先駆けになり、「輸出禁止と高関税のみが繁栄の唯一の道であるという仮定を揺るがすきっかけ」と評される。また、ウィリアム・オットー・ヘンダーソン（William Otto Henderson）がイーデン条約を18世紀の最重要通商条約と評している。

## 関連文献
- Hendersson, William Otto (1957). "The Anglo-French Commercial Treaty of 1786". The Economic History Review (英語). Wiley. 10 (1): 104–112. ISSN 0013-0117. JSTOR 2600065。